# Are You Smarter Than a 5th Grader?
Cette page contient des caractères spéciaux ou non latins. S’ils s’affichent mal (▯, ?, etc.), consultez la page d’aide Unicode.
Are You Smarter Than a 5th Grader? est un jeu télévisé américain qui consiste à poser des questions du niveau élémentaire à des adultes. L'émission a été diffusée pour la première fois sur la Fox, aux États-Unis, le 27 février 2007. Le principe a depuis été repris dans plusieurs pays ; quelques versions utilisant le même titre, et d'autres utilisant des titres adaptés.

## Versions internationales
Le principe a été adapté en plusieurs versions à travers le monde :
| Pays               | Titre                                                                                   | Animateur(s)                                             | Chaîne              | Première diffusion                                              | Langue          |
| ------------------ | --------------------------------------------------------------------------------------- | -------------------------------------------------------- | ------------------- | --------------------------------------------------------------- | --------------- |
| Argentine          | ¿Sabés más que un chico de 5to grado?                                                   | Andrea Frigerio Pablo Granados                           | América (Channel 2) | 9 juillet 2007                                                  | Espagnol        |
| Australie          | Are You Smarter Than a 5th Grader?                                                      | Rove McManus                                             | Network Ten         | 26 septembre 2007                                               | Anglais         |
| Autriche           | Dreizehn                                                                                | Christian Clerici                                        | ORF1                | 27 septembre 2007                                               | Allemand        |
| Belgique           | Slimmer Dan Een Kind Van 10?                                                            | Goedele Liekens                                          | VTM                 | 6 septembre 2007                                                | Néerlandais     |
| Belgique           | Êtes-vous plus malin qu'un enfant de primaire ?                                         | Alain Simons                                             | RTL-TVI             | 6 septembre 2007                                                | Français        |
| Brésil             | Você é Mais Esperto Que um Aluno da Quinta Série?                                       | Silvio Santos                                            | SBT                 | 23 septembre 2007                                               | Portugais       |
| Bulgarie           | Това го знае всяко хлапе!                                                               | Dimitar & Deo                                            | bTV                 | 15 septembre 2007 (annulée le 20 février 2009)                  | Bulgare         |
| Canada             | Are You Smarter than a Canadian 5th Grader? (en)                                        | Colin Mochrie                                            | Global              | 25 octobre 2007                                                 | Anglais         |
| Canada             | La Classe de 5e                                                                         | Charles Lafortune                                        | TVA                 | 5 février 2009                                                  | Français        |
| Chili              | ¿Sabes más que un niño de 5º Básico?                                                    | José Miguel Viñuela                                      | MEGA                | 2 avril 2008                                                    | Espagnol        |
| Chine              | New 5th Grader (Chinois simplifié : 五年级插班生)                                       | He Hao-peng                                              | Guangdong TV        | août 2007                                                       | Cantonais       |
| Colombie           | ¿Sabes más que un niño de primaria?                                                     | Jose Gabriel Ortiz                                       | Caracol TV          | 20 février 2008                                                 | Espagnol        |
| République tchèque | Jsi chytřejší než páťák?                                                                | Michal Suchánek & Richard Genzer                         | TV Nova             | 2007                                                            | Tchèque         |
| Danemark           | Er Du Klogere End En 10-Årig?                                                           | Jan Gintberg                                             | TV3                 | 22 septembre 2007                                               | Danois          |
| Estonie            | Targem kui 5B                                                                           | Indrek Tarand                                            | TV3                 | 13 septembre 2008                                               | Estonien        |
| États-Unis         | Are You Smarter than a 5th Grader? (en)                                                 | Jeff Foxworthy                                           | Fox                 | 27 février 2007                                                 | Anglais         |
| Finlande           | Fiksumpi kuin koululainen                                                               | Nicke Lignell                                            | MTV3                | 6 novembre 2008                                                 | Finnois         |
| France             | Êtes-vous plus fort qu'un élève de 10 ans ?                                             | Roland Magdane                                           | M6                  | 3 septembre 2007                                                | Français        |
| Allemagne          | Das weiß doch jedes Kind!                                                               | Cordula Stratmann                                        | Sat.1               | 6 juillet 2007                                                  | Allemand        |
| Grèce              | Είσαι πιο έξυπνος από ένα δεκάχρονο;                                                    | Sophia Aliberti                                          | ANT1                | 19 janvier 2008                                                 | Grec            |
| Hong Kong          | Is It Child's Play? (Chinois traditionnel : 係咪小兒科))                                | Leo Ku                                                   | TVB                 | 25 octobre 2008                                                 | Cantonais       |
| Nouvelle-Zélande   | Are You Smarter Than A 10 Year Old?                                                     | Dominic Bowden                                           | TV2                 | 9 septembre 2007                                                | Anglais         |
| Norvège            | Er du smartere enn en 5. klassing?                                                      |                                                          | NRK2                |                                                                 |                 |
| Philippines        | Kakasa Ka Ba Sa Grade 5?                                                                | Janno Gibbs                                              | GMA Network         | 27 octobre 2007                                                 | Tagalog Anglais |
| Pologne            | Czy jesteś mądrzejszy od 5-klasisty?                                                    | Robert Korólczyk / Marzena Rogalska                      | TV Puls             | 29 octobre 2007                                                 | Polonais        |
| Portugal           | Sabe Mais Do Que Um Miúdo De 10 Anos?                                                   | Jorge Gabriel                                            | RTP1                | 17 septembre 2007 (1re édition) 30 juin 2008 (2e édition)       | Portugais       |
| Roumanie           | Te crezi mai destept decat un copil de clasa a 5-a?                                     | Virgil Iantu                                             | Prima TV            | Inconnue                                                        | Roumain         |
| Russie             | Кто умнее 5-классника?                                                                  | Alexandr Pushnoy                                         | STS                 | 9 décembre 2007                                                 | Russe           |
| Serbie             | Da li ste pametniji od đaka petaka?                                                     | Voja Nedeljković                                         | Fox televizija      | Septembre 2007                                                  | Serbe           |
| Slovaquie          | Ste chytrejší ako piatak?                                                               | Peter Marcin                                             | TV Markiza          | 2007                                                            | Slovaque        |
| Slovénie           | Ste pametnejši od petošolca?                                                            | Non-annoncé                                              | POP TV              | Non-annoncée                                                    | Slovène         |
| Afrique du Sud     | Are You Smarter Than a 5th Grader?                                                      | Soli Philander                                           | M-Net               | 27 janvier 2008                                                 | Anglais         |
| Espagne            | ¿Sabes más que un niño de primaria?                                                     | Ramón García                                             | Telemadrid          | Juillet 2007                                                    | Espagnol        |
| Sri Lanka          | Punchi Pahe Man                                                                         | Vijaya Nandasiri                                         | Sirasa TV           | 2008                                                            | Cingalais       |
| Suède              | Smartare än en femteklassare                                                            |                                                          | SVT1                |                                                                 | Suédois         |
| Taïwan             | Are You Smarter Than a Primary School Student? (Chinois traditionnel : 百萬小學堂 (zh)) | Zhang Xiao-yan (張小燕 (zh))                             | TTV                 | 3 octobre 2008                                                  | Mandarin        |
| Thaïlande          | ถ้าคุณแน่? อย่าแพ้เด็ก! (ประถม)                                                               | Kanit Sarasin                                            | Thai TV 3           | 1er octobre 2007 (1re édition) 13 octobre 2008 (2e édition)     | Thaï            |
| Turquie            | 5'e Gidenden Akilli Misin?                                                              | Tolga Gariboğlu                                          | STAR TV             | Juin 2007                                                       | Turc            |
| Ukraine            |                                                                                         |                                                          |                     |                                                                 |                 |
| Royaume-Uni        | Are You Smarter Than A 10 Year Old?                                                     | Noel Edmonds (heure de grande écoute) Dick et Dom (jour) | Sky One             | 7 octobre 2007 (heure de grande écoute) 12 novembre 2007 (jour) | Anglais         |